# Oak City (Carolina del Nord)
Oak City és una població dels Estats Units a l'estat de Carolina del Nord. Segons el cens del 2000 tenia 339 habitants.

## Demografia
Segons el cens del 2000, Oak City tenia 339 habitants, 144 habitatges i 91 famílies. La densitat de població era de 272,7 habitants per km².
Dels 144 habitatges en un 22,2% hi vivien nens de menys de 18 anys, en un 45,1% hi vivien parelles casades, en un 15,3% dones solteres, i en un 36,8% no eren unitats familiars. En el 36,1% dels habitatges hi vivien persones soles el 22,2% de les quals corresponia a persones de 65 anys o més que vivien soles. El nombre mitjà de persones vivint en cada habitatge era de 2,35 i el nombre mitjà de persones que vivien en cada família era de 3,07.
Per edats la població es repartia de la següent manera: un 23,3% tenia menys de 18 anys, un 7,1% entre 18 i 24, un 20,1% entre 25 i 44, un 22,4% de 45 a 60 i un 27,1% 65 anys o més.
L'edat mediana era de 45 anys. Per cada 100 dones de 18 o més anys hi havia 73,3 homes.
La renda mediana per habitatge era de 26.458 $ i la renda mediana per família de 33.500 $. Els homes tenien una renda mediana de 23.750 $ mentre que les dones 15.781 $. La renda per capita de la població era de 15.302 $. Entorn del 18,2% de les famílies i el 26,5% de la població estaven per davall del llindar de pobresa.

## Poblacions més properes
El següent diagrama mostra les poblacions més properes.